# Сен-Совёр (Верхние Альпы)
Сен-Совёр (фр. Saint-Sauveur, окс. Sant Sauvaire) — коммуна во Франции, находится в регионе Прованс — Альпы — Лазурный Берег. Департамент коммуны — Верхние Альпы. Входит в состав кантона Амбрён. Округ коммуны — Гап.
Код INSEE коммуны — 05156.

## Население
Население коммуны на 2008 год составляло 442 человека.
| 1962 | 1968 | 1975 | 1982 | 1990 | 1999 | 2008 |
| ---- | ---- | ---- | ---- | ---- | ---- | ---- |
| 181  | 202  | 202  | 270  | 298  | 392  | 442  |

## Экономика
В 2007 году среди 281 человек в трудоспособном возрасте (15—64 лет) 209 были экономически активными, 72 — неактивными (показатель активности — 74,4 %, в 1999 году было 70,0 %). Из 209 активных работали 193 человека (104 мужчины и 89 женщин), безработных было 16 (6 мужчин и 10 женщин). Среди 72 неактивных 13 человек были учениками или студентами, 33 — пенсионерами, 26 были неактивными по другим причинам.

## Достопримечательности
- Церковь Преображения. Колокольня была классифицирована как исторический памятник в 1949 и в 1984 годах.
- Часовня Сен-Клод.